# نیکلاس هیلمارسون
نیکلاس هیلمارسون (انگلیسی: Niklas Hjalmarsson؛ زادهٔ ۶ ژوئن ۱۹۸۷) بازیکن هاکی روی یخ اهل سوئد است.
وی همچنین برندهٔ جوایزی همچون جام استنلی شده‌است.
از باشگاه‌هایی که در آن بازی کرده‌است می‌توان به فینیکس کایوتیس اشاره کرد.